# Berlijnse voetbalbond
De Berlijnse voetbalbond (Duits: Verband Berliner Ballspielvereine) was een regionale voetbalbond in Duitsland die bestond van 1897 tot 1911.

## Geschiedenis
Op 11 september 1897 werd de bond opgericht als Verband Deutscher Ballspielvereine opgericht, als alternatief voor de Duitse voetbal- en cricketbond. Het was de tweede voetbalbond die de naam Duits in zijn naam had als aanspraak voor het ganse Duitse Rijk, maar de competitie was helemaal niet voor alle Duitse clubs toegankelijk.
Zes clubs werden lid bij de oprichting en enkele weken later sloten zich nog drie clubs aan. In november 1897 werd het eerste kampioenschap georganiseerd en gewonnen door Britannia Berlin. Het volgende seizoen werden er al in drie klassen kampioenschappen gespeeld en de Berlijnse topclub BTuFC Viktoria 89 sloot zich ook bij de bond aan. In 1900/01 waren er al vijf speelklassen, zelfs de derde elftallen van de eersteklassers namen deel aan de competitie.
Op 10 mei 1902 werd de naam veranderd in Verband Berliner Ballspielvereine (Berlijnse voetbalbond). De bond ontwikkelde zich snel. Geen andere Berlijnse bond had zoveel clubs als lid en ook op national vlak bewezen de clubs wat ze waard waren.
Vanaf 1902/03 richtte de DFB) een eindronde in voor de regionale kampioenen, waaronder die van de VBB.
Britannia 92 werd de eerste deelnemer, maar werd al in de eerste ronde door latere kampioen VfB Leipzig verslagen. Het volgende seizoen bereikte Britannia de finale, maar deze werd niet gespeeld omdat de bond gezondigd had tegen zijn eigen regels. Normaal gesproken moesten de wedstrijden op neutraal terrein gespeeld worden, maar omdat dat financieel niet haalbaar was gebeurde dat niet. Britannia versloeg Karlsruher FV thuis met 6-1, waarop de club een klacht indiende. Er werd uiteindelijk besloten om de finale af te gelasten.
In 1904/05 won de rijkshoofdstad met BTuFC Union 1892 de eerste landstitel. De volgende topclub werd BTuFC Viktoria 1889 dat tussen 1907 en 1919 zeven keer Berlijns kampioen werd en in 1907/08 en 1910/11 ook landskampioen werd. De club bereikte ook nog twee keer de finale.
Van 1906 tot 1910 werd ook de Berlijnse beker gespeeld, die drie keer door BTuFC Viktoria gewonnen werd en één keer door Weißenseer FC.
In 1911 fusioneerde de bond met de Markse voetbalbond en de Berlijnse atletiekbond tot de Brandenburgse voetbalbond.
1897/98 · 1898/99 · 1899/00 · 1900/01 · 1901/02 · 1902/03 · 1903/04 · 1904/05 · 1905/06 · 1906/07 · 1907/08 · 1908/09 · 1909/10 · 1910/11